# Acutangulus coccineus
Acutangulus coccineus är en mångfotingart som först beskrevs av Jean-Henri Humbert och Henri Saussure 1869.  Acutangulus coccineus ingår i släktet Acutangulus och familjen Rhachodesmidae. Inga underarter finns listade i Catalogue of Life.